# Stadtarchiv – Bochumer Zentrum für Stadtgeschichte
Das Stadtarchiv – Bochumer Zentrum für Stadtgeschichte befindet sich an der Wittener Straße 47 in Bochum. Es übernimmt die Funktionen des kommunalen Archivs und historischen Museums von Bochum.
Die Archivbestände umfassen Urkunden, Akten und Protokollbücher, Karten und Pläne, Plakate und Anschläge, Zeitungen und Druckschriften, Bildträger und Tonträger, Filme, Sammlungen zu verschiedenen Themenbereichen und vielfältige weitere Unterlagen aus über 800 Jahren Bochumer Geschichte.
Der frühere Standort an der Kronenstraße diente mit 835 Aktenmetern als eines von 19 Asylarchiven für den Bestand des Kölner Stadtarchivs nach dessen Einsturz im März 2009.
Seit März 2014 wird das Archiv in der Route der Industriekultur, Themenroute Bochum aufgelistet.
Langjährige Leiterin war Ingrid Wölk, die das Stadtarchiv zum Bochumer Zentrum für Stadtgeschichte ausbaute und 2007 am neuen Standort eröffnete. Seit 2019 ist Kai Rawe Leiter des Stadtarchivs.

## Veröffentlichungen
- Bochumer Ansichten auf alten Postkarten: Sonderveröffentlichung des Stadtarchivs Bochum / zsgest. u. hrsg. von Johannes Volker Wagner. – Bochum : Studienverlag Brockmeyer, 1978.- 128 S.: Ill. – 3-88339-038-0
- Hakenkreuz über Bochum, Machtergreifung und Nationalsozialistischer Alltag in einer Revierstadt, Johannes Volker Wagner, Studienverlag Brockmeyer, 2. Auflage, 1983
- Enno Neumann: Friedrich von Schell und sein Denkmal in Bochum. Hrsg.: Stadtarchiv Bochum. 1. Auflage. Bochum 1993.
- Bochum Bewegte Zeiten – Die 50er Jahre, Johannes Wagner, Monika Wiborni, Wartberg Verlag, 1. Auflage 2003, Gudensberg-Gleichen, 3-813-1036-X
- Bochum im Bombenkrieg, Monika Wiborni, Wartberg Verlag, 1. Auflage, 2004
- Siebenundneunzig Sachen : Sammeln, Bewahren, zeigen ; Bochum 1910-2007 / Hrsg. vom Bochumer Zentrum für Stadtgeschichte u. d. Kortum-Gesellschaft Bochum e. V. – Ingrid Wölk u. a. Fotos Klaus Präkelt.- Essen : Klartext, 2007.- 279 S. : zahlr. Ill. 978-3-89861-236-4
- Leo Baer : 100 Jahre deutsch-jüdische Geschichte / Ingrid Wölk. Mit den „Erinnerungssplittern eines deutschen Juden an zwei Weltkriege“ von Leo Baer und einem Vorwort von Gerd Krumeich. – Erscheinungsvermerk: Essen : Klartext, 2016.- 405, XXII S. : Ill.
- Hundertsieben Sachen, Bochumer Geschichte in Objekten und Archivalien, Ingrid Wölk (Hg.), Klartext, 1. Auflage, 2017